# Sátoraljaújhelyi börtönlázadás
A sátoraljaújhelyi börtönlázadás a Sátoraljaújhelyi Törvényszéki Fogházból kiinduló, többségében antifasiszta ellenállókból, politikai foglyokból álló rabcsoport által indított, előre megszervezett szökéssorozat, amely 1944. március 22-én kezdődött és április 6-án fejeződött be az utolsó szökevények elfogásával és rögtönítélő bíróság összehívásával.

## Története
A Sátoraljaújhelyi Törvényszéki Fogházat 1942 szeptemberében a Magyar Honvéd Vezérkari főnökség (VKF) büntető intézetévé jelölték ki. Az Intézet parancsnokává 1942. szeptember 1-jei hatállyal Lindenberger Lajos tartalékos hadnagyot nevezték ki.
A politikai okból letartóztatott és elítélt személyek addig is magas számát a délvidéken kialakult partizántevékenység letörésére irányuló katonai és csendőrségi intézkedések erre az időszakra tovább növelték.
A köztörvényes fogvatartottakat az épület földszintjére zsúfolták össze. A mindkét nemhez tartozó, különböző nemzetiségű (magyar, szerb, horvát, román, szlovák, ukrán) politikai foglyokat pedig az emeleti szinteken. Utóbbiak többsége kassai, pozsonyi, nagyváradi, valamint a Kárpátalja és Szerbia különböző településeire való antifasiszta ellenálló volt.
1943 őszére 423 politikai elítéltet zsúfoltak össze az objektumban, közülük kb. 160 fő a jugoszláv fegyveres ellenállás tagjaként került oda. A rabok majdnem a fele 23 évesnél fiatalabb volt, és fiatal kora ellenére súlyos ítéletekkel (8-10 éves fegyház és börtön) rendelkezett.
Az őrszemélyzet zömmel tartalékos katonákból állt, közülók többen a környező ruszin és szlovák nemzetiségű településről származtak. A börtönszemélyzet részéről tanúsított bánásmód összességében kíméletes volt, brutalitás és kegyetlenkedés inkább a nyomozóhatóságok eljárása során fordult elő.
A mostoha elhelyezési, élelmezési, valamint higiéniai körülmények miatt 1943–1944 telén tömeges megbetegedések fordultak elő. 
A zsúfoltságra tekintettel a felügyelet nem tudta teljesen elszigetelni sem a zárkákat egymástól, sem a foglyokat a külvilágtól, így azok jól szervezett illegális kollektívát és információs rendszert alakítottak ki. Kihasználták, hogy a börtön vezetősége a konfliktusos helyzetekben defenzív módon reagált és folyamatosan enged a követeléseiknek.
Amikor a szovjet Vörös Hadsereg a Kárpátokhoz ért, a délvidéki Dzsámics Milán vezetésével a rabok egy része – elsősorban a jugoszlávok – aktivizálták a szökésre irányuló szervezkedés előkészületeit. A zárkacsoportok többsége a májusi, vagy júniusi időpontban végrehajtandó fegyveres kitörés ötletét támogatta. A tervek szerint a börtön elfoglalását követően a közeli hegyekbe akartak eljutni, hogy csatlakozzanak a szlovák partizánokhoz és velük együtt harcolva várják be a szovjet csapatokat.
A német megszállás az eredeti terveket azonban keresztülhúzta. Amikor a Wehrmacht Brandenburgi hadosztályának 2. számú csoportja 1944. március  21-én Sátoraljaújhelyre érkezett, a vezetőség másnapra, a délutáni órákra előrehozta a kitörés időpontját. A lázadásba a köztörvényeseket nem vonták be.
A börtönkollektíva nem volt egységes: a magyar nemzetiségűek egy része öngyilkos tervnek minősítette az elképzelést. Ők egy későbbi, a front közelbe érkezésekor, külső civil és katonai együttműködéssel végrehajtott akcióban gondolkodtak (közülük számosan a nyitott zárkájukban maradtak és nem vettek részt a kitörésben).
1944. március 22-én a 16 órai zárkanyitáskor a zárkákba belépő őröket lefegyverezték, majd a megszerzett kulcsokkal kiszabadították a társaikat. A börtön elfoglalása rövid időt vett igénybe, de a kitörés a riadoztatott magyar helyőrség, a rendőrség és a beérkező német erők fegyvertüzében összeomlott. Az épületből kijutottak többsége – a mai Partizán utca vonalán  – a város feletti Magas-hegyen keresztül észak, északnyugati irányba menekült a német katonai egységek gránáttüze elől, másokat a közeli utcákban lőttek agyon.
A börtönben rekedt fegyveresek a zárkáikba vonultak vissza. Egy részük fegyveres harcban halt meg, mások öngyilkosságot követtek el. A börtön irányítását átvevő német egység vezetője az összes fogvatartott kivégzését tervezte, a lázadásban megsérült Lindenberger Lajos azonban ezt személyes közbelépésével megakadályozta.
A szökevények felderítésére és elfogására indított csendőrségi offenzíva – a helyi lakosok és leventék közreműködésével – 1944. április 6-ig tartott. A kitörők maradékát Kovácsvágás, Mikóháza és Alsóregmec település körzetében, valamint a Nagyhallgató hegyen fogták el, illetve ölték meg.
A lázadás túlélő szervezői közül a Magyar Királyi Kassai Honvédtörvényszék, mint rögtönítélő bíróság 1944. április 5-én 11 főt halálra ítélt. Az ítéleteket 2 órán belül végrehajtották.
A kitöréssel közvetlen összefüggésben – a kivégzettekkel együtt – összesen 60 fő halt meg, közülük 45 fő lőtt seb, 3 fő késszúrásos sérülés, 1 fő pedig akasztásos öngyilkosság által.